# Mielőtt éjfélt üt az óra
A Mielőtt éjfélt üt az óra (eredeti címe: Before Midnight) 2013-ban bemutatott amerikai romantikus dráma Richard Linklater rendezésében, a Mielőtt felkel a Nap (1995), illetve a Mielőtt lemegy a Nap (2004) folytatása. Az előző részekhez hasonlóan ezt a filmet is Richard Linklater rendezte. A forgatókönyvírást Linklater ezúttal is megosztotta a film két főszereplőjével, Ethan Hawke-kal és Julie Delpyvel.
A korlátozott bemutatót követően a filmet 2013. június 14-én mutatták be a széles közönségnek.
A film jó kritikai fogadtatásban részesült és az első két hónapban több mint 10 millió dollár bevételt hozott.

## Történet
|  | Alább a cselekmény részletei következnek! |

A "Mielőtt lemegy a Nap" vége után kilenc évvel Jesse (Hawke) és Céline (Delpy) már együtt élnek és két ikerlányuk van, akik akkor fogantak, amikor a főszereplők másodszor találkoztak. Jesse azon fáradozik, hogy életben tartsa kapcsolatát a már tinédzser fiával, Henryvel, aki Chicagóban él Jesse volt feleségével, és akit – miután a nyarat Jessevel és Céline-nel töltötte a görögországi Peloponnészosz félszigetén – apja visz a repülőtérre, hogy hazarepüljön. Jesse továbbra is sikeres író, míg Céline éppen válaszúthoz érkezett a karrierjében, azon gondolkodik, hogy elfogad egy állást a kormánynál.
Miután Hanket kitették a repülőtéren, a pár arról beszélget, hogy mi lenne jó Hanknak és hogy Céline hogyan döntsön a karrierjét illetően, miközben visszafelé tartanak görög barátjuk, Patrick házához. Az ebéd közben a szerelem és az élet dolgairól beszélgetnek és kiderül, hogy a többi ott lévő vendég korábban befizette Jesset és Céline-t egy szállodaszobába, ahol végre egy kicsit egyedül lehetnének. Miközben a szálloda felé sétálnak, a pár visszaemlékszik, hogyan találkoztak és miként változott az életük azóta. Azonban amikor megérkeznek a szállóba, heves vita tör ki közöttük, mivel mind a ketten a másik fejére olvassák a kapcsolatuk jelenével és jövőjével kapcsolatos saját félelmeiket.
Céline végül dühösen távozik a szállodaszobából, és azt mondja Jessenek, hogy már nem szereti többé, majd egyedül beül a szemközti étterembe. Jesse odamegy hozzá és megpróbálja viccelődve rábeszélni, hogy milyen jó kis estét tölthetnének együtt. Céline először gyerekesnek tartja a próbálkozásait, azt állítva, hogy a fantáziálásuk soha nem fog találkozni azzal a tökéletlen valósággal, amelyben a kapcsolatuk létezik. Jesse ekkor bevallja, hogy továbbra is szerelmes belé, hogy feltétel nélkül szereti és nem érti, hogy mit vár még Céline a kapcsolatuktól. Céline hirtelen bekapcsolódik Jesse viccelődésébe és úgy tűnik, sikerül kibékülniük.
|  | Itt a vége a cselekmény részletezésének! |

## Szereplők
- Ethan Hawke – Jesse
- Julie Delpy – Céline
- Seamus Davey-Fitzpatrick – Hank
- Jennifer Prior – Ella
- Charlotte Prior – Nina
- Xenia Kalogeropoulou – Natalia
- Walter Lassally – Patrick
- Ariane Labed – Anna
- Yiannis Papadopoulos – Achilleas
- Athina Rachel Tsangari – Ariadni
- Panos Koronis – Stefanos

## Gyártás
Linklater, Hawke, és Delpy egyaránt lehetségesnek tartották, hogy készüljön folytatás a Mielőtt lemegy a Nap után. Egy 2011 novemberi videófelvételen Hawke elmondta, hogy ő, Delpy és Linklater "sokat beszélgettünk az utóbbi hónapokban. Mindhárman hasonlóan érezzük, hogy szívesen újra felelevenítenénk ezeket a szereplőket. Kilenc év van az első két film között, és megint kilenc év telt el, tehát azon kezdtünk gondolkodni, hogy jó lenne megcsinálni. Ezért megpróbáljuk az idén megírni a filmet."
2012 júniusában Hawke megerősítette, hogy a Mielőtt lemegy a Nap folytatását 2012 nyarán fogják forgatni. Nem sokkal ezután Delpy cáfolta, hogy a forgatásra még 2012-ben sor kerülhetne, mondván, hogy még mindig csak a forgatókönyvön dolgoznak és a forgatás csak "valamikor jövőre vagy másfél év múlva kezdődhet"."
Azonban 2012 augusztusában többen is beszámoltak a görögországi Messzéniából, hogy valójában a filmet ott forgatják. Amikor ezekről a beszámolókról kérdezték, Hawke azt állította, hogy ő, Delpy és Linklater csak azért voltak Görögországban, hogy megírják a filmet, és azt mondta az MTV Newsnak, hogy "azért vagyunk itt, hogy megírjuk a Mielőtt felkel a Nap harmadik részét. Ha sikerül, megcsináljuk a filmet, ha nem, nem. Egyelőre nem érdemes beszélni róla. Egyelőre csak a kidolgozás miatt vagyok itt." Azonban Hawke és Delpy tagadásáról bebizonyosodott, hogy csak álca volt, amikor 2012. szeptember 5-én, éppen a 2012-es Torontói Filmfesztivál előtt bejelentették az új film forgatásának a befejezését és annak címét is: Before Midnight (magyarul "Mielőtt éjfélt üt az óra" címen forgalmazzák). Linklater később elmondta, hogy szerette volna elvinni a filmet valamelyik 2013 eleji filmfesztiválra.

## Bemutató
A "Mielőtt éjfélt üt az óra" bemutatója a 2013-as Sundance Filmfesztiválon volt. A nemzetközi bemutató a 63. Berlini Nemzetközi Filmfesztivál versenyprogramjában volt.
A filmet 2013. május 24-én mutatták be a széles közönségnek az amerikai mozikban. New Yorkban, Los Angelesben és Austinban. A magyarországi bemutató dátuma 2013. augusztus 15.

## Kritikai fogadtatás
A két előző részhez hasonlóan a "Mielőtt éjfélt üt az óra" széles körben pozitív kritikákat kapott. A film bevétele 7.825.000 USD volt az USA-ban és 10.886.842 USD világszerte.

### Magyar nyelvű kritikák
- Melós ez a szerelem – Origo Filmklub
- Szex nincs, veszekedés van – Cinematrix
- Mielőtt éjfélt üt az óra – Sepsi László, Mozinet.hu[halott link]

## Fordítás
Ez a szócikk részben vagy egészben  a   Before Midnight című angol Wikipédia-szócikk ezen változatának fordításán alapul.  Az eredeti cikk szerkesztőit annak laptörténete sorolja fel. Ez a jelzés csupán a megfogalmazás eredetét és a szerzői jogokat jelzi, nem szolgál a cikkben szereplő információk forrásmegjelöléseként.